# Hukuntsi
Hukuntsi är en ort i västra Botswana, och är belägen i distriktet Kgalagadi. Den är administrativ huvudort för underdistriktet Kgalagadi North. Vid 2022 års folkräkning hade Hukuntsi 5 224 invånare.